# Авдеев, Антон Сергеевич
Антон Сергеевич Авде́ев (род.1 марта 1985, Ленинград, СССР) — российский актёр музыкального театра, артист мюзиклов, певец.

## Биография

### Обучение и театральная карьера
Антон Авдеев в первый раз вышел на сцену в 6 лет, выступая с детским эстрадно-фольклорным ансамблем «Ручеёк» на городском празднике. В 12 лет начинает заниматься в Санкт-Петербургском городском Дворце Творчества Юных — сначала в секциях техники и моделирования, но затем переходит в шоу-студию «Розыгрыш» (сейчас — Музыкально-эстрадный театр-студия «Розыгрыш»), где занимается музыкой, пением и танцами, играет в музыкальных спектаклях, участвует и побеждает в своих первых вокальных конкурсах.
В 2002 году поступает на факультет актёрского искусства и режиссуры в Санкт-Петербургскую Академию Театрального Искусства — СПбГАТИ (сейчас — Российский государственный институт сценических искусств — РГИСИ) на курс профессора Владимира Подгородинского, который заканчивает в 2006 году с отличием и получает диплом актёра музыкального театра.
Во время учёбы на втором курсе СПбГАТИ становится солистом Санкт-Петербургского государственного театра «Рок-опера» и с 2004 по 2008 год входит в труппу театра. С 2008 по 2012 год Антон продолжает сотрудничество с «Рок-оперой» в качестве приглашённого солиста. С коллективом театра он выступает с гастролями в разных городах России и за границей.
С 2011 года — солист Санкт-Петербургского государственного театра музыкальной комедии, участвует в его крупнейших постановках. С 2014 года сотрудничает c продюсерской компанией «MakersLab», исполняя ведущие партии в её мюзиклах. В рамках совместной работы принимал участие в записи официальных CD мюзиклов «Мастер и Маргарита» и «Демон Онегина».

### Конкурсы, фестивали, концерты
Во время занятий в театре-студии «Розыгрыш» побеждает в международном конкурсе детской песни «День Рождения», всероссийских конкурсах «Кумиры XXI века» и «Орлята России», «Дети и творчество» — радио конкурс телерадиокомпании «Петербург», становится лауреатом в номинации «Лучшая мужская роль» на московском фестивале юношеских эстрадных театров «Искусство — любовь моя» и побеждает в международном конкурсе молодых исполнителей «Supervoice в России». В 14 лет, при поддержке театра «Розыгрыш» состоялся первый сольный концерт Антона Авдеева.
В 2006 году становится полуфиналистом международного вокального конкурса «Новая Волна» и занимает первое место на I Международном вокальном конкурсе-фестивале «Поющая маска». В 2010 году Антон становится лауреатом второй премии всероссийского конкурса «Весна романса» и удостаивается специальной премии за лучшее исполнение романсов и песен А. П. Петрова.
В 2011 году на V Всероссийском конкурсе композиторов им. А. П. Петрова песни «Лето моё» (А. Молдалиев) и «Я вспоминаю вас» (Ю. Донская), исполненные Антоном, берут первое и третье место конкурса . В том же году Антон становится солистом группы «Форум», играющей в жанре поп-рок и синти-поп, и принимает участие в гастрольной серии концертов группы по России.
Как сольный исполнитель Антон работает с известными оркестрами и дирижёрами, является постоянным участником многих государственных мероприятий Санкт-Петербурга, выступает на крупнейших площадках на главных городских праздниках: День снятия блокады Ленинграда, День Победы, Праздник весны и труда, День ВМФ России, День матери, Международный женский день и других.
С 2018 года Антон делает сольные концерты в Санкт-Петербурге, в 2020 году проводит в Москве. Принимает участием в концертах коллег по спектаклям: Вячеслава Штыпса, Марии Лагацкой-Зиминой, Анастасии Вишневской и др., и в сборных концертах, посвящённых мюзиклам. 18 марта 2025 года ему вручили Благодарность Комитета по культуре «За значительный вклад в развитие сферы культуры Санкт-Петербурга».
В 2021-2022 годы принимал участие в проекте «Театр на воде» концерт-экскурсии по реке Неве «Петербург глазами звёзд».
В 2023 году принимает участие в числе восьми артистов мюзиклов в концертах «Джентльмен-шоу».

## Работа в мюзиклах и музыкальных спектаклях
Первые роли в мюзиклах и музыкальных спектаклях Антон сыграл в театре-студии «Розыгрыш» — он участвовал в спектаклях «Кентервильское привидение», «Наследство» и других постановках театра.
В спектаклях театра «Рок-опера» первой главной ролью стала роль молодого офицера Петра Гринёва в рок-опере «Капитанская дочка» по одноимённой повести А. С. Пушкина (в момент премьеры спектакль назывался «Куда путь держишь, ваше благородие?..»). Автором музыки к этому спектаклю был знаменитый советский и российский композитор А. Петров.  24 сентября 2006 мюзикл «Капитанская дочка» показали на сцене Одесского театра музкомедии. В опере-мистерии А. Рыбникова «Юнона и Авось» Антон играл Федерико — жениха главной героини Кончиты Аргуэльо — и исполнял одну из самых известных арий этого спектакля — «Белый шиповник». В рок-опере Эндрю Ллойда Уэббера «Иисус Христос — суперзвезда» в разные годы Антон играл несколько ролей: первосвященника иудейского Анны, Петра и Иуды. В зонг-опере А. Журбина «Орфей и Эвридика» Антон исполнял главную роль — мифологического певца Орфея, потерявшего свою возлюбленную Эвридику. В мюзикле В. Калле «Ромео и Джульетта» по трагедии У. Шекспира в переводе Б. Пастернака Антон также выступил в главной роли — юного Ромео Монтекки. Одновременно несколько лет являлся одним из солистов арт-квинтета «Feel’армония», работающим в жанре «a capella».
За время творческой деятельности Антон принимал участие в проектах и постановках разных театров и режиссёров — играл Лунного юношу в мюзикле «Барон Мюнхгаузен» режиссёров Д. Сарвина и И. Мощицкого, участвовал в шоу «Цветные сны белой ночи» режиссёра В. Крамера, был артистом ансамбля в мюзикле И. Олейникова «Пророк».
Являясь солистом Санкт-Петербургского театра музыкальной комедии, Антон играл в культовом мюзикле Р. Полански «Бал вампиров» все три года его проката. В этом крупном проекте, отмеченном в 2013 году высшей национальной театральной премией «Золотая маска», Антон был ответственным за весь мужской ансамбль. В «Бале вампиров» он выступал в номере «Соло ночного кошмара» и был артистом свинга ансамбля — знал партии всех артистов ансамбля и мог заменить любого артиста в случае необходимости.
В этом же театре Антон играл главную роль в детском музыкальном спектакле Disney «Аладдин», основанном на знаменитом мультипликационном фильме студии Disney.
Пройдя несколько туров кастинга, проводившегося американскими специалистами во главе с режиссёром К. Кёртисом в Театре музыкальной комедии, Антон получил роль Сидни Чаплина — старшего брата и директора знаменитого Чарли Чаплина в бродвейском мюзикле «Чаплин». В этом спектакле основной акцент сделан не на музыкальную, а на драматическую составляющую, что позволило Антону выступить в новом актёрском амплуа. В 2015 году мюзикл «Чаплин» Театра музыкальной комедии был удостоен высшей национальной театральной премии «Золотая маска».
С момента премьеры Антон принимает участие в мюзикле Театра музыкальной комедии «Джекилл и Хайд», поставленном венгерским режиссёром Керо (М. Г. Кереньи).
В театре "ЛДМ. Новая сцена" Антон играет сразу две роли в мюзикле «Мастер и Маргарита» по одноимённому роману М. А. Булгакова — Мастера и Иешуа Га Ноцри. По авторской концепции в спектакле эти два героя связаны друг с другом, их судьбы перекликаются — в самые трудные и переломные моменты жизни Мастер начинает отождествлять себя с героем написанного им романа. Вот как об этом постановочном решении говорил сам Антон:
Для себя я их вообще не разделяю. Есть Мастер — человек со своими комплексами, достоинствами и отрицательными качествами, который впоследствии начинает ассоциировать себя с героем своего романа. Это Иешуа глазами Мастера.«Аргументы и Факты», 02.01.2015 г.
В марте, апреле и мае 2015 года гастроли мюзикла «Мастер и Маргарита» прошли в Театре «Русская песня» в Москве.
В мюзикле «Онегин», основанном на одноимённом романе в стихах А. С. Пушкина, Антон исполняет роль Владимира Ленского. Арии этого героя в мюзикле были написаны специально для Антона, чтобы в полной мере использовать возможности его голосового диапазона и его редкий высокий мужской тембр — тенор-альтино. По признанию самого Антона, он хотел бы исполнить роль Евгения Онегина, но продюсеры видели и видят его именно в роли Ленского.
В 2016 году мюзикл «Бал вампиров» на несколько месяцев вернулся на сцену Театра музыкальной комедии. В возобновлённом спектакле помимо ансамблевых ролей Антон исполнил роль Герберта фон Кролока — яркого и традиционно обращающего на себя внимание персонажа.
Антон исполняет роль Ивана-рыбака в музыкальной сказке для всей семьи «Чудо-Юдо». Спектакль создан по мотивам «Сказки о царе Берендее» поэта В. А. Жуковского и вдохновлённого ей детского фильма «Варвара-краса, длинная коса» режиссёра А. А. Роу.
С декабря 2016 года в Санкт-Петербургском Мюзик-Холле Антон играет Безумного Шляпника в мюзикле «Алиса в Стране чудес» по одноимённой сказке Л. Кэрролла. Работа в несвойственном для Антона ярко-комическом амплуа стала новым вызовом в его карьере:
Для меня «Алиса в стране чудес» — новый опыт, я сразу согласился на роль Шляпника, потому что он невероятно интересный, не похожий на тех персонажей, которых я играл раньше. И я надеюсь представить зрителю образ, с одной стороны, знакомый, но все же отличный от многих его интерпретаций.«ИНФОСКОП», ноябрь 2016 г.
С сентября 2017 года Антон исполняет роль Ушастого в первобытном детективе «Две стрелы» по одноименной пьесе Александра Володина.
В октябре 2017 года в Большом концертном зале «Октябрьский» состоялась премьера мюзикла «Оскар и Розовая Дама. Письма к Богу» по мотивам романа французского писателя и драматурга Эрика-Эмманюэля Шмитта. Антон исполняет в спектакле одну из главных ролей — роль Души главного героя, смертельно больного мальчка Оскара, которому по сюжету спектакля остаётся жить только 12 дней. В спектакле главные роли играют глухонемые артисты, а все музыкальные номера представляются артистами также на языке жестов:
Я сразу сказал: да, хочу! А потом задумался — а как? Тем более, нам вместе со слабослышащим артистом нужно транслировать одну непростую историю. Но все как-то получилось, через шутки, через юмор.«Агентство социальной информации», октябрь 2017 г.
В мюзикле «Идиот» по одноимённому роману Ф. М. Достоевского Антон воплотил на сцене один из самых светлых образов русской классики – князя-Христа, Льва Николаевича Мышкина. С лета 2017 года в формате спектакля-концерта этот мюзикл был несколько раз представлен зрителям Санкт-Петербурга на различных театральных и концертных площадках .
Это максимальный свет, который может быть. Он же действительно пророк, он вне времени, вне лицемерия. Я максимально стараюсь вытащить из себя все самое чистое, потому что этим он пленит.«Культурная эволюция», октябрь 2018 г.
С ноября 2018 года Антон исполняет роль молодого Григория Распутина в хоррор-мюзикле «Лолита 1916». Основой спектакля стала история России и знаменитых исторических деятелей начала XX века, а провокационным наполнением – образы, созданные В. В. Набоковым.
С 2019 года в мюзикле «Семь новелл» воплощает разных персонажей.
В 2020 году Антон стал приглашённым солистом Свердловского театра музыкальной комедии и исполняет роль Орфея в рок-опере «Орфей & Эвридика», основанной на знаменитой зонг-опере А. Б. Журбина «Орфей и Эвридика».
В октябре 2020 года Антон исполняет роль Зосимы в рок-опере «КарамазоВЫ» в виде концепт-концерта.
В 2021 году Антон возобновил сотрудничество с Санкт-Петербургским театром «Рок-опера» в рок-опере «Иисус Христос – суперзвезда». Воссоединившись с прославленным коллективом, в котором когда-то он начинал актёрскую деятельность, на этот раз Антон выступил уже в роли Иисуса.
В сентябре 2021 года состоялась перенесённая в связи с пандемией коронавируса на целый год премьера мюзикла «Дама Пик», основанного на мистической повести А. С. Пушкина. Антон исполнил в спектакле главную роль – молодого военного инженера Германна Филиппа Александровича и виконта Филиппа де Тревуля. Совместно с Ростиславом Колпаковым и Анастасией Вишневской «золотой» состав мюзикла.
26 января 2022 сыграл роль молодого адвоката и влюблённого супруга Поля в музыкальной комедии «Квартира с оранжевым ветром».
В июне 2022 года Антон исполняет роль Шляпника в мюзикле «Алиса в Стране чудес» и в декабре играет роль Александра Меншикова в мюзикле «Пётр I» в Санкт-Петербургском театре музыкальной комедии.
В январе 2024 года состоялась премьера в мюзикле «Айсвилль» в роли Мая в театре «Приют комедианта».

## Список театральных работ

### Санкт-Петербургский государственный театр «Рок-опера»
- 2004 — 2008 — Мюзикл «Капитанская дочка» (А. Петров) — Пётр Гринёв, главная роль
- 2004 — 2012 — Рок-опера «Сказка о мёртвой царевне и о семи богатырях» (Е. Лапейко, В. Калле) — королевич Елисей, главная роль
- 2004 — 2012 — Рок-опера «Юнона и Авось» (А. Рыбников) — поэт в Прологе, Федерико
- 2004 — 2012 — Рок-опера «Иисус Христос — суперзвезда» (Э. Ллойд Уэббер) — Иуда, Пётр, первосвященник Анна, 2021 — Иисус, главная роль
- 2005 — 2007 — Мюзикл «Синяя птица» (А. Петров) — Сахар
- 2006 — Мюзикл «Чикаго» дипломный спектакль курса (Дж. Кандер) — Билли Флинн, главная роль
- 2010 — 2012, 2025 — Рок-опера «Орфей и Эвридика» (А. Журбин) — Орфей, главная роль
- 2012 — Мюзикл «Ромео и Джульетта» (В. Калле) — Ромео, главная роль

### ДК им. Ленсовета
- 2008 — Мюзикл «Пророк» (И. Олейников) — солист ансамбля

### Санкт-Петербургский театр «Мюзик-Холл»
- 2010 — Мюзикл «Барон Мюнхгаузен» (Д. Саратский) — Лунный юноша
- 2011 — Шоу «Цветные сны белой ночи» — солист ансамбля
- 2016 — наст. вр. — Мюзикл «Алиса в Стране чудес» (В. Баскин) — Безумный Шляпник

### Санкт-Петербургский театр музыкальной комедии
- 2011 — 2014 — Мюзикл «Бал вампиров» (Дж. Стейнман) — солист ансамбля, 2016, 2018 — 2022 — Герберт фон Кролок, солист ансамбля[87]
- 2013 — 2016 — Мюзикл «Аладдин» (А. Менкен) — солист ансамбля, Аладдин, главная роль
- 2013 — 2015 — Мюзикл «Чаплин» (К. Кёртис) — Сидни Чаплин, солист ансамбля
- 2014 — 2022 — Мюзикл «Джекилл и Хайд» (Ф. Уайлдхорн) — солист ансамбля
- 2015 — наст. вр. — Спектакль-концерт «Хиты Бродвея и не только…» — Ромео, Иисус, Иуда, Аладдин, Жан Вальжан, Радамес, Кристиан
- 2022 — наст. вр. — Мюзикл «Алиса в Стране чудес» (Г. Матвейчук) — Шляпник, главная роль
- 2022 — наст. вр. — Мюзикл «Пётр I» (Ф. Уайлдхорн) — Александр Меншиков, главная роль
- 2024 — наст. вр. — Мюзикл «Капитанская дочка» (А. Петров) — Алексей Швабрин, главная роль

### Продюсерская компания «Makers Lab»
- 2014 — наст. вр. — Мюзикл «Мастер и Маргарита» (А. Танонов) — Мастер, Иешуа, главная роль — Санкт-Петербургский Мюзик-Холл, с октября 2017 — Театр ЛДМ «Новая сцена»
- 2015 — наст. вр. — Мюзикл «Онегин» (с октября 2016 — «Демон Онегина») (А. Танонов) — Владимир Ленский, главная роль — Санкт-Петербургский Мюзик-Холл, с октября 2017 — Театр ЛДМ «Новая сцена»
- 2016 — наст. вр. — Музыкальная сказка «Чудо-Юдо» (А. Танонов) — Иван-рыбак, главная роль — Санкт-Петербургский Мюзик-Холл, с октября 2017 — Театр ЛДМ «Новая сцена»
- 2017 — наст. вр. — Мюзикл «Оскар и Розовая Дама. Письма к Богу» (А. Танонов) — Душа Оскара, главная роль — Большой концертный зал «Октябрьский», с января 2018 — Театр ЛДМ «Новая сцена»
- 2018 — наст. вр. — Мюзикл «Лолита 1916. Одуванчиковая революция» (А. Танонов) — молодой Григорий Распутин —  Театр ЛДМ «Новая сцена»
- 2019 — 2023 — Мюзикл «Семь новелл» — Дориан Грей (портрет), художник Антонио, Джонатан Харкер — Театр ЛДМ «Новая сцена»
- 2021 — наст. вр. — Мюзикл «Алмазная Колесница» (А. Танонов) — дон Цурумаки —  Театр ЛДМ «Новая сцена»
- 2023 — наст. вр. — Мюзикл «Тюльпаны» (А. Танонов) — художник Андрей, главная роль — Театр ЛДМ «Новая сцена»
- 2024 — наст. вр. — Мюзикл «Фауст. Пари дьявола» (А. Танонов) — Фауст, главная роль — Театр ЛДМ «Новая сцена»

### Театральный проект «Лестница» (Санкт-Петербург)
- 2017 — наст. вр. — «Идиот» (С. Рубальский) — князь Лев Николаевич Мышкин

### Компания «МПК»
- 2017 — 2018 — Музыкальный спектакль «Две стрелы» (Е. Долгова) — Ушастый —  Театр ЛДМ «Новая сцена»

### Свердловский государственный академический театр музыкальной комедии
- 2020 — Рок-опера «Орфей & Эвридика» (А. Журбин) — Орфей, главная роль

### Авторский проект Александра Рагулина
- 2020 — наст. вр. — Рок-опера «КарамазоВЫ» (А. Рагулин) — старец Зосима, Павел Смердяков[88]

### Творческий центр продвижения театра и кино «Глас Муз»
- 2021 — наст. вр. — Мюзикл «Дама Пик» (С. Рубальский) — виконт Филипп де Тревуль/Филипп Александрович Германн, главная роль[89] —  (Театр ЛДМ «Новая сцена», с сентября 2022 — ДК Выборгский)

### Театральная корпорация «Кот Вильям»
- 2022 — Музыкальная комедия «Квартира с оранжевым ветром» — Поль

### Театр «Приют комедианта»
- 2024 — наст. вр. — Мюзикл «Айсвилль» (Е. Загот) — Май, главная роль

### ДК МАИ/ДК Ленсовета
- 2024 — наст. вр. — Рок-опера «Последнее испытание» (А. Круглов) — Рейстлин Маджере, главная роль[90]